# Scobinaria
Scobinaria é um género botânico pertencente à família Bignoniaceae.

## Espécies
- Scobinaria amethystina
- Scobinaria japurensis
- Scobinaria verrucosa